# Charles Brown (roque)
Pour les articles homonymes, voir Charles Brown et Brown.
Charles Brown, né le 12 mars 1867 à Onarga (Illinois) et mort le 7 juin 1937 à Oak Park (Illinois), est un joueur américain de roque, une variante américaine du croquet.
Brown remporte la médaille de bronze olympique de roque, lors des Jeux olympiques d'été de 1904 à Saint-Louis, avec un bilan de deux victoires et quatre défaites. En dehors du roque, il est vétérinaire.